# Збройні сили Півдня Росії
Збройні сили Півдня Росії (ЗСПР) (рос. Вооруженные силы Юга России) — оперативно-стратегічне з'єднання білих військ на території Лівобережної України, Північного Кавказу, Криму, Нижнього Поволжя, яке існувало з 8 січня 1919 року по 4 квітня 1920 року.
З листопада 1919 по січень 1920, після підписання Зятківських угод з денікінцями (які означали фактичне розторгнення Акту злуки ЗУНР з УНР), у складі ЗСПР на правах автономії перебувала Українська Галицька армія.

## Поява ЗСПР
ЗСПР були утворені 8 січня 1919 року в результаті об'єднання Добровольчої армії та армії Всевеликого Війська Донського для спільної боротьби проти більшовиків.

## Склад
Частини Добровольчої армії, як складової ЗСПР комплектувалися головним чином з колишніх офіцерів царської армії та інтелігенції. Лише у середині 1919 р. під час наступу на Москву, Добровольча армія значно збільшила свою чисельність за рахунок селян, втративши при цьому свою однорідність.
У жовтні 1919 року Добровольча армія налічувала 150 000 солдатів, зокрема 48 000 вершників. Британці поставили 280 000 гвинтівок, 4898 кулеметів, 917 гармат, 102 танки, 194 літаки, 1335 автомобілів, 112 тракторів.

## Структура
Основу Добровольчої армії становив 1-й армійський корпус, до складу якого входили так звані «кольорові» дивізії чотириполкового складу — Корнилівська, Марківська, Дроздівська та Алексєєвська.
На захоплених територіях створювалися управління повітових військових начальників, котрі відповідали за призов як військовозобов'язаних, що перебувають у запасі, так і новобранців.
Збільшення чисельності армії могло відбуватися двома способами: перший полягав у розгортанні вже існуючих полків у бригади, бригад — у дивізії, дивізій — у корпуси; другий — у формуванні нових полків та зведення їх до більш великих військових з'єднань.
До складу ЗСПР, окрім Добровольчої армії, входили також Донська та Кавказька армії, в основі котрих були переважно донські та кубанські козаки.

## Боєздатність
У 1919 р. ЗСПР являло собою чисельний, але неоднорідний контингент. Найбоєздатнішими частинами були «іменні» дивізії та відновлені регулярні частини колишньої російської армії. У той же час козацькі частини, що становили основу кавалерії ЗСПР, були морально менш стійкими. Збільшення чисельності ЗСПР сприятливо позначалося лише під час перемог, а на випадок поразки основний тягар боротьби припадав на вже перевірені офіцерські частини. Насильно мобілізовані селяни дезертирували за найменшої змоги. Відсутність єдиного способу формування військових частин та їх задовільного навчання також негативно позначалося на боєздатності ЗСПР. За таких обставин білогвардійці змушені були тільки наступати і перемагати, бо будь-який відступ або оборонні дії загрожували їхній армії деморалізацією та розкладом.

## Відносини з більшовиками
Протягом січня-серпня 1919 р. частини військ А. І. Денікіна, зламали опір Червоної Армії, й оволоділи значною частиною українських земель. На території, окупованій Добровольчою армією, було встановлено воєнну диктатуру, яку очолював головнокомандувач А. І. Денікін.
Перша половина осені 1919 року була часом найбільшого військового успіху ЗСПР. Ведучи успішний наступ, війська Денікіна 6 жовтня взяли Вороніж, 13 жовтня білі взяли Орел і погрожували Тулі. Південний фронт РСЧА зазнавав втрат і відступав. Більшовики були близькі до поразки, вони почали готуватися до відходу у підпілля. З середини жовтня становище Збройних сил Півдня Росії помітно погіршилося. Резервів більше не було. Тили були зруйновані рейдами бандформувань повстанської армії Нестора Махна. До того ж проти Махна довелося знімати війська з фронту, а більшовики, уклавши перемир'я з поляками та з петлюрівцями, навпаки, вивільнили сили для боротьби з Денікіним.
Командування ЗСПР у першій половині грудня 1919 р. ще прагнуло перейти у контрнаступ, для чого була створена кінна група з трьох козацьких кінних корпусів, але після боїв 17 — 23 грудня 1919 р. головною метою білогвардійців став організований відступ. Відповідно змінювалося і завдання кінної групи: замість наступу, вона повинна була прикрити фланговий маневр відступу Добровольчої армії. Своє завдання козаки виконали — добровольці відступили практично безборонно. Проведена військами Південного фронту з 17 по 31 грудня 1919 р. Донбаська наступальна операція стала фінальним акордом загального наступу Південного фронту з метою розділення Добровольчої та Донської армій. Але, попри успіхи червоних частин, головна мета операції так і не була досягнута — Добровольчій армії вдалося відступити до Ростова і возз'єднатися з Донською армією. Війська Південного фронту розгромили тільки ар'єргард добровольців — Марківську дивізію.
Негативний вплив на перебіг воєнних дій у Східній Україні справив конфлікт серед білогвардійського керівництва з приводу обрання напрямку відступу. П. М. Врангель, який обстоював відступ Добровольчої армії у напрямку до Криму: у стратегічному плані Добровольча армія і головна ударна сила ЗСПР при цьому зазнавали найменшого тиску з боку Червоної Армії. Проте А. Денікін, прагнучи відвести Добровольчу армію до Ростова, більшою мірою враховував політичні мотиви. До того ж на Дону перебували сім'ї добровольців та армійські шпиталі, а донські козаки, залишившись сам на сам з Червоною Армією, могли знову (як наприкінці 1918 р.) скласти зброю. Суперечки генералів, прагнення Врангеля проводити самостійну політику призвело до того, що рішення про відступ було ухвалено в останній момент — і добровольцям довелося проводити форсований фланговий марш у дуже тяжких умовах, до того ж під постійним тиском частин Червоної Армії.

## Відносини з УНР та ЗУНР

### Армія УНР

Схема наступу українських військ на Київ. 1919 рік: 1-й Галицький корпус, 2-й Галицький корпус, 3-й Галицький корпус.

Державне та військове керівництво УНР не відкидало ідеї про співпрацю з ЗСПР з метою спільної боротьби проти більшовиків. Одначе обстоювання командуванням білогвардійських Збройних Сил Півдня Росії, зокрема, генералом А. Денікіним, позиції «єдиної та неподільної Росії» й небажання йти на будь-які поступки українцям перекреслило цю можливість. Влітку 1919 р. денікінські війська розпочали повномасштабну окупацію українських земель, зайнявши Лівобережжя та значну частину Південної України. Перші контакти між українськими та денікінськими військами, що сталися в середині серпня 1919 р., засвідчили невизначеність у ставленні української сторони до білогвардійців. З огляду на підтримку білого руху державами Антанти, на міжнародне визнання яких сподівався Уряд УНР, українські лідери намагались уникнути збройної конфронтації з Денікіним. Проте, перемоги білогвардійських армій у боротьбі з більшовиками навесні — влітку 1919 р. лише посилили серед західних політиків впевненість у неминучості відродження колишньої Росії. За цих обставин лідери Антанти намагались узгоджувати свою політику щодо держав-лімітрофів, які виникли на уламках Російської імперії, з позиціями вождів білого руху.
16 серпня 1919 А. Денікін повідомив представників Англії і Франції про свою категоричну відмову вести будь-які переговори про союз з Урядом УНР. Білогвардійці були готові розглядати можливість цілковитого підпорядкування українських військ своєму головному командуванню, але про союз з українцями не могло бути й мови.
Загроза збройного зіткнення між УНР та ЗСПР актуалізувалася наприкінці серпня 1919 р., у зв'язку з стрімким наближенням військ обох сторін до Києва. 30 серпня 1919 українські війська, після запеклих боїв з більшовицькими частинами, здобули столицю, але вже наступного дня були витіснені з неї білогвардійськими військами генерала Миколи Бредова (див. Київська катастрофа). Ці події яскраво продемонстрували ворожість денікінського керівництва до українського національно-визвольного руху. Уряд УНР упродовж першої половини вересня 1919 р. ще намагався порозумітися з білогвардійцями для спільної боротьби з більшовиками, проте невдача цих спроб остаточно переконала українське керівництво у неминучості війни зі Збройними Силами Півдня Росії.
На початку збройної боротьби з білогвардійцями українська армія, незважаючи на певну чисельну перевагу над противником, зазнала поразок. Очікуючи наступу білогвардійців на київському напрямку, українське командування не зосередило достатніх сил для успішної протидії з'єднанням військ Новоросійської області ЗСПР генерала Миколи Шиллінга, які розгорнули наступ з південного напрямку на Умань — Христинівку та Балту — Бірзулу. Зазнавши першої серйозної поразки в боях з білогвардійцями, війська УНР почали відступати, виявляючи ознаки деморалізації. Просування денікінських військ затримали наприкінці вересня 1919 р. махновські повстанські загони, які прийняли на себе головний удар противника і завдали йому важких втрат. Перший етап бойових дій приніс українській армії поразки та втрату стратегічно важливих залізничних вузлів.
На боєздатність українських військ вкрай негативно вплинула незабезпеченість зброєю, амуніцією, санітарними матеріалами, продовольством тощо. Особливо загрозливим було поширення у військах епідемії тифу. За відсутності єдиного плану ведення військових операцій проти білогвардійців, успіх бойових дій фактично залежав від ініціативи армійських груп та з'єднань, які діяли недостатньо скоординовано.

### ЗУНР та УГА
Галицьке керівництво на чолі з диктатором ЗУНР Є. Петрушевичем та частина вищого командного складу Армії УНР та УГА, вказуючи на згубність збройного конфлікту з більш як 150-тисячною денікінською армією, підтриманою Антантою, виступали проти війни з російськими білогвардійцями. Перехід в середині вересня 1919 р. білогвардійських військ Новоросійської області ЗСПР у наступ проти української армії змусив галицького диктатора погодитися на проголошення війни білогвардійцям. 24 вересня 1919 р. Директорія УНР проголосила декларацію про війну денікінській армії. Попри розгортання бойових дій на українсько-білогвардійському фронті, керівництво ЗУНР зволікало з залученням до воєнних операцій з'єднань Галицької армії. Диктатор Є. Петрушевич відтягував розгортання на білогвардійському фронті активних наступальних операцій, побоюючись, що це посилить невдоволення держав Антанти. Галицьке керівництво, хоча офіційно й дало згоду на проголошення війни білогвардійцям, продовжувало блокувати будь-які спроби Уряду УНР розгорнути повноцінні бойові дії проти військ Денікіна.

### «Трикутник смерті»

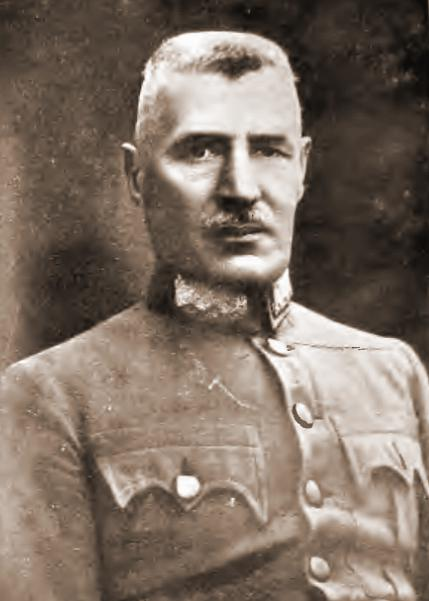
командир 3-го корпусу УГА генерал А. Кравс

Основні бої на українсько-білогвардійському фронті відбувалися у жовтні 1919 р. Саме в цей час Армія УНР розгорнула наступ на бірзульському напрямку, а з'єднання Галицької армії розпочали бойові дії проти білогвардійців у районі Монастирища. Початок операції розвивався успішно для українських військ. З'єднанням Армії УНР після жорстоких боїв вдалося зламати опір противника і примусити його частини до відступу. Проте в той же час галицьке командування, зокрема, командир 3-го корпусу УГА генерал А. Кравс, не виявило належної наступальної ініціативи, вже незабаром віддавши своїм військам розпорядження про відступ. Активні й скоординовані дії українських частин могли призвести до оточення та поразки угрупування білогвардійських військ Слащова. У розпорядженні Денікіна на цей час не було значних резервів для відправки на український фронт. Українське командування не скористалося нагодою завдати противнику вирішальної поразки.
Зорієнтувавшись щодо нерішучих дій українських військ, білогвардійське командування почало контрнаступ з метою роз'єднати Армію УНР та УГА. Швидко заволодівши стратегічною ініціативою, денікінські частини прорвали фронт у районі Гайсина. Козача кіннота вирушила в тил Армії УНР, примусивши українські частини призупинити наступальні спроби і цілковито зосередитись на ліквідації прориву.
Після того, як українські війська опинилися перед загрозою оточення, білогвардійці перейшли до активних наступальних дій на всіх відтинках фронту. Спроба українського командування стабілізувати фронт українських армій і перейти в контрнаступ зазнали невдачі. Бої на українсько-білогвардійському фронті у цей час носили особливо запеклий характер, відзначаючись значними людськими втратами з обох сторін. Незважаючи на виявлений вояками Армії УНР та УГА героїзм й самопосвяту, українському командуванню не вдалось цілковито ліквідувати ворожий прорив. Наприкінці жовтня 1919 р. Армія УНР та Галицька армія були змушені відступати. Здобуття військами ЗСПР вапнярського залізничного вузла стало вирішальним у визначенні подальшої долі кампанії. Білогвардійці остаточно заволоділи стратегічною ініціативою. Спроби українського командування перейти до загального контрнаступу проти військ Новоросійської області ЗСПР завершились поразкою. За таких обставин українське керівництво було змушене відмовитись від планів активних наступальних дій.

### Поразка українських армій

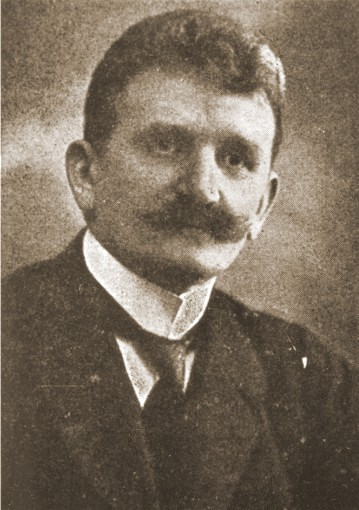
Президент ЗУНР
Є. Петрушевич

Становище українських військ у цей час стало катастрофічним внаслідок поразок на фронті та настання зимових холодів, до яких незабезпечені одягом частини виявились неготовими. Українське керівництво не змогло налагодити забезпечення армії необхідним військовим майном, зброєю, амуніцією, а також медикаментами й ліками.
З ініціативи галицького командування УГА перейшла на бік білогвардійців. Розгляд перебігу галицько-денікінських переговорів у листопаді 1919 р. дозволяє суттєво переглянути усталені в історіографії висновки. Документи свідчать, що ідея переходу на бік ворога належала саме Начальній Команді Галицької армії (НКГА). Диктатор Євген Петрушевич намагався лише реагувати на ініціативу військових. Важливо зазначити, що фактично перехід УГА на бік білогвардійців, всупереч широко розповсюдженій в історичній літературі даті 6 листопада, відбувся 17 — 19 листопада. Входження Української Галицької армії до складу денікінських Збройних Сил Півдня Росії визначила підписана 17 листопада 1919 в Одесі угода, яку було ратифіковано галицьким командуванням 19 листопада 1919.
Вихід УГА зі збройної боротьби фактично означав ліквідацію українсько-білогвардійського фронту. З'єднання Армії УНР, значно поріділі внаслідок важких втрат та епідемії тифу, намагаючись відірватись від ворога, відступили в напрямку на Волинь. Українському командуванню не вдалося швидко перегрупувати війська й організувати міцну оборону зайнятих позицій. З боями українці залишили Деражню, Проскурів, Старокостянтинів. Позбавлена збройної підтримки Української Галицької армії, знесилена попередніми боями Армія УНР значною мірою втратила свою боєздатність і вже не могла протистояти білогвардійським військам. Голова Директорії УНР, Головний отаман С. Петлюра був змушений залишити терени України. Окремі частини військ УНР зберегли боєздатність й були здатні продовжувати бойові дії. Проте цілковита деморалізація державного керівництва та військового командування не сприяла адекватній оцінці ситуації. Фронтальний етап боротьби закінчився поразкою української армії, змусивши її командування готуватись до продовження боротьби вже партизанськими методами. Армія УНР опинилась у так званому «трикутнику смерті», який став трагічним символом її катастрофи й поразки у війні проти білогвардійців наприкінці 1919 року.
Військова поразка української армії у війні з російськими білогвардійцями восени 1919 р. вкрай негативно позначилась на перебігові національно-визвольних змагань 1917–1921 рр. Фактично вона призвела до політичної й військової катастрофи Уряду УНР. Після осені 1919 р. Уряд УНР перестав відігравати роль самостійного політичного чинника і надалі був змушений йти у фарватері політики могутніших держав-сусідів. Все це дає підстави стверджувати, що події осені 1919 р. стали поворотним етапом в історії українських національно-визвольних змагань 1917—1921 рр.

## Значення Україно-білогвардійської війни для білого руху
Війна білогвардійців з Українською Народною Республікою справила значний вплив і на перебіг власне громадянської війни в Росії. Упродовж осені 1919 р. денікінці кинули проти українських військ всього понад 18 000 багнетів і шабель. Це була значна військова сила, незадіяна командуванням ЗСПР на московському напрямкові, де її використання, цілком ймовірно, могло б вирішити успіх наступу проти більшовиків. Тож українсько-білогвардійська війна стала важливим чинником загального краху денікінського режиму.